# The Wishing Seat
The Wishing Seat est un film muet américain réalisé par Allan Dwan et sorti en 1913.

## Fiche technique
- Réalisation : Allan Dwan
- Genre : Film dramatique
- Distribution : Mutual Film
- Dates de sortie :
  - États-Unis : 5 juin 1913

## Distribution
- J. Warren Kerrigan : Charlie Benton
- Pauline Bush : Clarice
- Jack Richardson : le comte Rudolph
- Louise Lester
- George Periolat
- Charlotte Burton
- James Harrison
- Violet Knights
- Jessalyn Van Trump